# 117
117（一百一十七）是116與118之間的自然數。

## 在數學中
- 第86個合數，正因數有1、3、9、13、39和117。前一個為116、下一個為118。
質因數分解為{\displaystyle 3^{2}\times 13}。
- 第88個虧數，真因數和為65，虧度為52。前一個為116、下一個為118。
- 第81個不尋常數，大於平方根的質因數為13。前一個為116、下一個為118。
- 第40個十进制的哈沙德數。前一個為114、下一個為120。
- 第69個十进制的奢侈數。前一個為116、下一個為120。
- 最小的歐拉長方體的邊長為240，117, 44
- 五边形数
- 40边形数

## 在其它领域中
- （Ts）的原子序數
- 臺灣：中華電信報時台（117）……（下面音響、幾點幾分幾秒、嗶）
- 日本：報時台（117）
- ：舉報校園暴力的熱線電話。
- 中华人民共和国: 原报时台，现改为12117。
- 三菱MK117型巴士(曾由九巴及九鐵巴士擁有)
- 大宇巴士BH117L型旅遊巴士底盤(主要出口往香港)
- 過海隧道巴士117線
- 高银金融117大樓